# Галијон (Охајо)
Галијон (енгл. Galion) град је у америчкој савезној држави Охајо.

## Демографија
По попису из 2010. године број становника је 10.512, што је 829 (-7,3%) становника мање него 2000. године.
| Група             | 2000.          | 2010.          |
| Белци             | 11.071 (97,6%) | 10.170 (96,7%) |
| Афроамериканци    | 25 (0,2%)      | 50 (0,5%)      |
| Азијати           | 30 (0,3%)      | 21 (0,2%)      |
| Хиспаноамериканци | 105 (0,9%)     | 140 (1,3%)     |
| Укупно            | 11.341         | 10.512         |